# Астеропетес совиная
Астеропетес совиная (лат. Asteropetes noctuina) — бабочка из семейства Совки. Относится к монотипическому роду, эндемичному для южных Курил и Японии. Относится к подсемейству Agaristinae, основная часть видов которого сосредоточена в тропической и субтропической зоне северного полушария.

## Описание
Размах крыльев 30—46 мм. Усики нитевидные, голова с заостренным коническим выступом.
Щупики удлиненные, третий членик в 1,5 раза длиннее второго, булавовидно расширен на вершине.
Хоботок развит. Голова и спинка опушены густыми волосками. Передние крылья по внешнему и внутреннему краям красновато-фиолетовые, остальная их часть затемнена коричневым. Рисунок в виде линий, пятен и перевязи на передних крыльях размыт. Задние крылья яркие, жёлтые, с темной краевой каймой и крупным пятном.

## Распространение
На территории России встречена только на Курильских островах (Кунашир), за её пределами — Япония.

## Местообитания
Тёмнохвойно-широколиственные леса.

## Время лёта
Лёт бабочек с мая по июль. Активность особей проявляется днем, но ночью они также летят на свет.

## Особенности биологии
Биология вида не изучена.

## Численность
Две из последних находок бабочки сделаны в южной части о. Кунашир (окрестности пос. Менделеево и Третьяково) в темнохвойном лесу.

## Лимитирующие факторы
Неизвестны

## Замечания по охране
Занесен в Красную книгу России (I категория — исчезающий вид.)
Специальные меры охраны не разработаны.